# Marcelina Vahekeni
Marcelina Vahekeni (sinh ngày 02 tháng 11 năm 1990) là một người mẫu và là nữ hoàng sắc đẹp người Angola, cô đã giành chiến thắng tại cuộc thi Hoa hậu Angola 2011 và sau đó đại diện cho Angola tại cuộc thi Hoa hậu Hoàn vũ 2012.

## Hoa hậu Angola
Marcelina Vahekeni với tư cách là Hoa hậu Cunene đã được trao vương miện Hoa hậu Angola 2011, bởi Leila Lopes - đương kim Hoa hậu Hoàn vũ 2011, vào ngày 3 tháng 12 tại Trung tâm Hội nghị Fine ở Luanda.

## Cuộc sống cá nhân
Marcelina là một người mẫu và cô là sinh viên ngành Quản lý nhân sự.

## Hoa hậu Hoàn vũ 2012
Marcelina Vahekeni đại diện cho Angola tại cuộc thi Hoa hậu Hoàn vũ 2012 được tổ chức tại Las Vegas. Ở phần thi Trang phục dân tộc, với hình ảnh là người phụ nữ Angola ngực trần truyền thống, đã được tôn vinh trong phần Phong cách của Tạp chí Time.